# Clark Duke

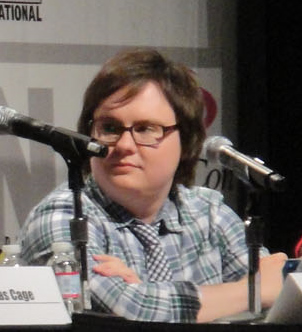
Clark Duke

Clark Duke (* 5. Mai 1985 in Glenwood, Arkansas) ist ein US-amerikanischer Schauspieler. Er ist bekannt für seine Rollen in Filmen wie Kick-Ass, Spritztour und Hot Tub – Der Whirlpool … ist ’ne verdammte Zeitmaschine! sowie für seine Darstellung des Dale Kettlewell in der TV-Serie Greek.

## Karriere
Duke wurde in Glenwood, Arkansas geboren und als Baptist aufgezogen. Zusammen mit seinem engen Vertrauten Michael Cera war  Duke für die Webserie Clark and Michael verantwortlich, bei der er Drehbuch schrieb, Regie führte und die Rolle des Produzenten übernahm sowie eine fiktionale Version von sich selbst spielt. Die Pilot-Episode war als Studienarbeit an der Loyola Marymount University konzipiert. In der TV-Serie Greek ist Duke der Darsteller für Rustys streng religiösen Mitbewohner Dale Kettlewell. Für den Film Superbad sprach Duke ursprünglich für die Figur des Fogell („McLovin“) vor, wurde allerdings abgelehnt und stattdessen für eine Minirolle besetzt. 1992 wurde Duke für einen  Young Artist Award als „Herausragender Schauspieler unter 10 Jahren in einer Fernsehserie“ für seine Darstellung in Küß’ mich, John (Hearts Afire) nominiert. Im Februar 2008 hatte Duke die Hauptrolle im Kurzfilm Drunk History, Volume 2 zusammen mit Jack Black.
Seine erste Rolle in einer Großproduktion erhielt Duke 2008 im Film Spritztour. Es folgte eine größere Nebenrolle in Kick-Ass mit Nicolas Cage unter der Regie von Matthew Vaughn. In dem im Frühjahr 2010 veröffentlichten Film Hot Tub – Der Whirlpool … ist ’ne verdammte Zeitmaschine! spielte Duke Jacob, den Neffen von John Cusacks Figur Adam. Dieselbe Rolle übernahm er auch in dessen Fortsetzung Hot Tub Time Machine 2 (2015). Im Jahr 2012 wurde der Film A Thousand Words veröffentlicht, in dem Duke an der Seite von Eddie Murphy spielt.
Duke ist auch als Regisseur aktiv. 2007 führte er bei der Serie Clark and Michael Regie, in den Jahren 2015, 2017 und 2018 drehte er je einen Kurzfilm. Sein Spielfilmdebüt Arkansas erschien im Mai 2020.
Im Jahr 2010 arbeitete er zusammen mit Kid Cudi und Kanye West im Musikvideo Erase me als Bassist.

## Filmografie (Auswahl)
- 1992–1995: Küß’ mich, John (Hearts Afire, Fernsehserie, 52 Episoden)
- 2004: CSI: Vegas (CSI: Crime Scene Investigation, Fernsehserie, Episode 5x06)
- 2007: Superbad
- 2007–2011: Greek (Fernsehserie, 67 Episoden)
- 2008: Spritztour (Sex Drive)
- 2010: Kick-Ass
- 2010: Hot Tub – Der Whirlpool … ist ’ne verdammte Zeitmaschine! (Hot Tub Time Machine)
- 2012: New Girl (Fernsehserie, Episode 1x13)
- 2012: Noch tausend Worte (A Thousand Words)
- 2012: Scheidungsschaden inklusive (A.C.O.D.)
- 2012–2013: Das Büro (The Office, Fernsehserie, 19 Episoden)
- 2013: Voll abgezockt (Identity Thief)
- 2013: Die Croods (The Croods, Stimme von Thunk)
- 2013: Kick-Ass 2
- 2014: Furchtbar fröhliche Weihnachten (A Merry Friggin’ Christmas)
- 2014: Two and a Half Men (Fernsehserie, 8 Episoden)
- 2015: Mom (Fernsehserie, 2 Episoden)
- 2015: Hot Tub Time Machine 2
- 2016: Bad Moms
- 2017–2018: I’m Dying Up Here (Fernsehserie, 20 Episoden)
- 2019: Veronica Mars (Fernsehserie, 6 Episoden)
- 2020: Arkansas
- 2020: Die Croods – Alles auf Anfang (The Croods: A New Age) (Stimme)
- 2021–2022: Inside Job (Fernsehserie, Stimme von Brett Hand)